# Moskiewski Dworzec Autobusowy w Mińsku
Moskiewski Dworzec Autobusowy (biał. Маскоўскі аўтавакзал, Maskouski autawakzał, ros. Московский автовокзал, Moskowskij awtowokzał) – nieistniejący dworzec autobusowy w Mińsku na Białorusi. Znajdował się pod adresem ul. Filimonowa 63, we wschodniej części miasta, w pobliżu skrzyżowania prospektu Niepodległości z ul. Filimonowa. Obsługiwał międzynarodowe, międzymiastowe i podmiejskie rejsy w kierunku Witebska i Moskwy.

## Historia
Budynek dworca został zaprojektowany w latach 80. XX w. Jego architektem był Mikałaj Nawumau, a konstruktorami Juryj Ryszau i Leanid Wauczecki. Budowa obiektu trwała 13 lat. Otwarcie nastąpiło 19 sierpnia 1999 roku. W kompleksie dworca znajdowały się kasy, kawiarnia na 60 miejsc, mini-kawiarnia, hotel dla kierowców, salon fryzjerski, punkty handlowe, poczekalnie. Dworzec mógł obsługiwać do 15 tysięcy osób dziennie i odprawić do 60 autobusów na godzinę.  
W 2014 roku ogłoszono decyzję o rozbiórce dworca, na miejscu którego planowano budowę nowego kompleksu rosyjskiej firmy „Gazprom”, a na skrzyżowaniu ul. Filimonowej i Prospektu Niepodległości - węzła komunikacyjnego. Od kwietnia tego roku autobusy podmiejskie zostały przeniesione do zajezdni autobusowej i trolejbusowej przy ulicy Slawinskiego, a także kilku otwartych placów w pobliżu Biblioteki Narodowej i stacji metra Uruczcza. Latem 2014 roku rozpoczęto wyburzanie zespołu budynków dworca. Pod koniec czerwca 2016 roku ukończono budowę węzła na skrzyżowaniu ul. Filimonowa i Prospektu Niepodległości.
Do lat 90. XX w. na pobliskim wzgórzu znajdował się cmentarz, na którym w latach 20. - 30. XX w. rozstrzeliwano ludzi.

## Nagrody
Budynek dworca otrzymał wiele nagród z dziedziny architektury: nagrodę Ministerstwa Architektury Białoruskiej SRR, grand-prix za najlepszą budowę roku na VII Republikańskim Forum Architektonicznym „Brześć 99”, a w 2002 roku został uznany za najlepszy pod względem architektury budynek roku. Posiadał też srebrny dyplom z konkursu w Moskwie i inne dyplomy z konkursów międzynarodowych.